# Alma Inés Gracia Torres
Alma Inés Gracia Torres (Chiautempan, Tlaxcala, 21 de enero de 1937) también referida como Alma Inés Gracia de Zamora es una política mexicana, miembro del Partido Revolucionario Institucional (PRI). Fue diputada federal y al Congreso de Tlaxcala.

## Biografía
Tuvo estudios hasta nivel de preparatoria y se desempeñó como secretaria ejecutiva. Era de hija de Ezequiel M. Gracia que fue senador de 1948 a 1952, y de Rebeca Torres Martínez; contrajo matrimonio con Roberto Zamora Pérez.
De 1968 a 1973 fue directora de Acción Femenil del comité estatal del PRI en Tlaxcala, de 1977 a 1980 directora de Acción Social en Tlaxco; ese mismo año fue elegida diputada a la XLIX Legislatura del Congreso del Estado de Tlaxcala para el periodo que terminaría en 1980. De 1981 a 1982 fue secretaria general a la Asociación Nacional Femenil Revolucionaria (ANFER) del PRI en Tlaxcala.
En las elecciones federales de 1982 es postulada candidata del PRI a diputada federal por el Distrito 2 de Tlaxcala. Resultó elegida al recibir 79 185 votos, frente a 13 412 del candidato del PAN Esteban Montiel Corona; representándolo en la LII Legislatura de dicho año al de 1985.
Sus hijos, Roberto Zamora Gracia y Alma Inés Zamora Gracia, también han ejercido cargos públicos en el estado de Tlaxcala.